# Cerotainiops kernae
Cerotainiops kernae är en tvåvingeart som beskrevs av Martin 1959. Cerotainiops kernae ingår i släktet Cerotainiops och familjen rovflugor.
Artens utbredningsområde är Kalifornien. Inga underarter finns listade i Catalogue of Life.